# Praia do Sambaqui

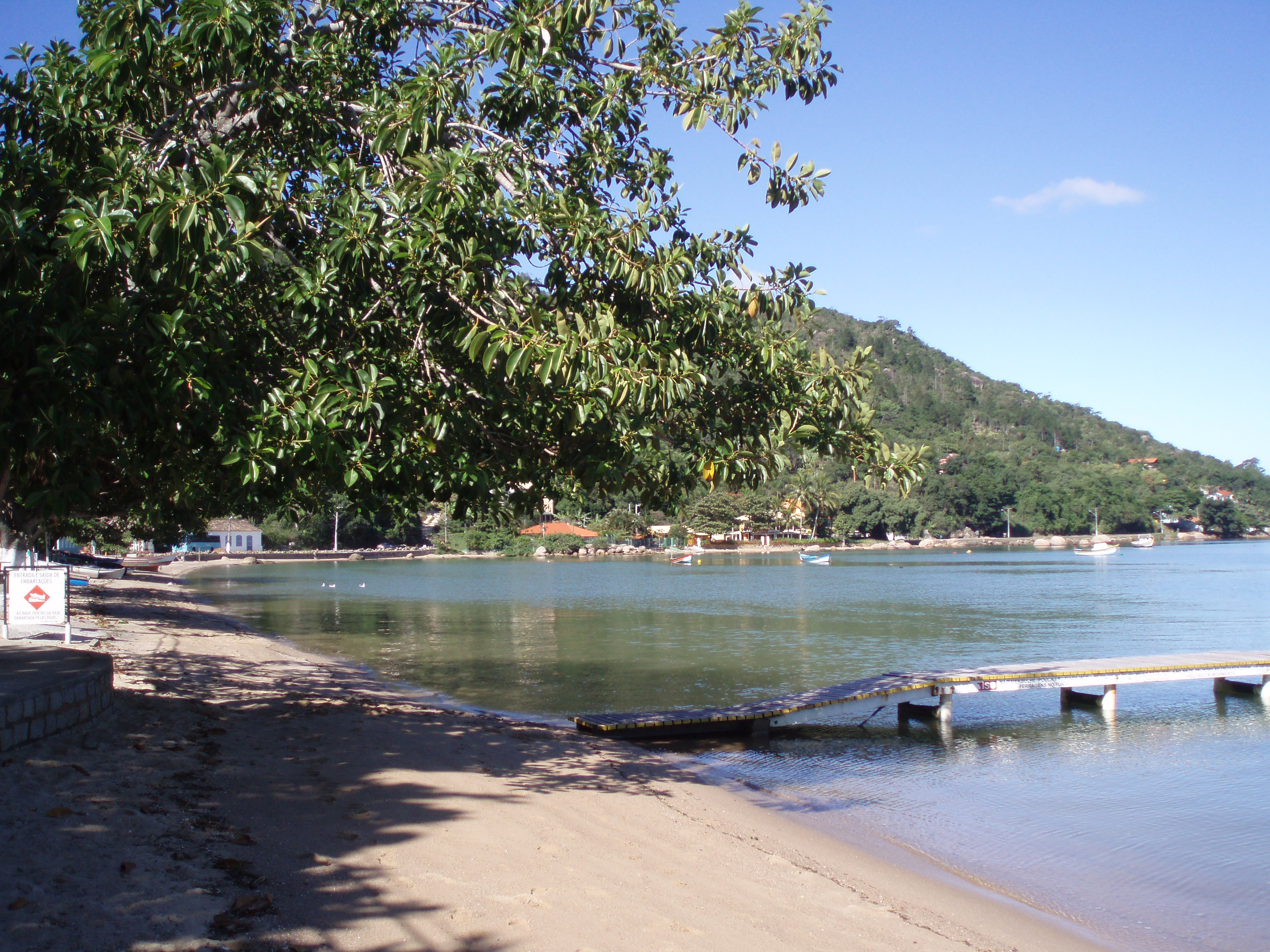
Vue d'une partie de la plage de Sambaqui.

Praia do Sambaqui est une plage et un quartier de la municipalité de Florianópolis, au Brésil. Elle se situe au nord-ouest de l'île de Santa Catarina, dans le district de Santo Antônio de Lisboa, à 17 km du centre ville.
La plage mesure un peu plus de 1 km de longueur. Son nom vient de la présence de sambaquis éparpillés sur la plage.